# Campionati mondiali di nuoto in vasca corta 2010 - 200 metri dorso maschili
Le qualifiche per la finale si è svolta la mattina del 19 dicembre 2010, mentre la finale si è svolta la sera dello stesso giorno.

## Medagliere
| Posizione | Atleta       | Paese       |
| --------- | ------------ | ----------- |
| Oro       | Ryan Lochte  | Stati Uniti |
| Argento   | Tyler Clary  | Stati Uniti |
| Bronzo    | Markus Rogan | Austria     |

## Record
Prima della manifestazione il record del mondo (RM) e il record dei campionati (RC) erano i seguenti:
| Record mondiale       | 1:46.11 | Arkady Vyatchanin Russia | 15 novembre 2009 Berlino, Germania     |
| Record dei campionati | 1:47.84 | Markus Rogan Austria     | 13 aprile 2008 Manchester, Regno Unito |

Durante la competizione sono stati migliorati i seguenti record:
| Data             | Evento | Atleta      | Nazione     | Tempo   | Record                |
| ---------------- | ------ | ----------- | ----------- | ------- | --------------------- |
| 19 dicembre 2010 | Finale | Ryan Lochte | Stati Uniti | 1:46.68 | Record dei campionati |

## Risultati batterie
| Pos. | Batteria | Corsia | Atleta                           | Nazionalità         | Tempo       | Note        |
| ---- | -------- | ------ | -------------------------------- | ------------------- | ----------- | ----------- |
| 1    | 6        | 5      | Ryan Lochte                      | Stati Uniti         | 1:50.25     |             |
| 2    | 7        | 3      | Tyler Clary                      | Stati Uniti         | 1:50.82     |             |
| 3    | 5        | 3      | Aschwin Wildeboer Faber          | Spagna              | 1:51.63     |             |
| 4    | 5        | 4      | Markus Rogan                     | Austria             | 1:51.82     |             |
| 5    | 7        | 5      | Ryōsuke Irie                     | Giappone            | 1:51.85     |             |
| 6    | 6        | 4      | Radosław Kawęcki                 | Polonia             | 1:51.90     |             |
| 7    | 6        | 3      | Damiano Lestingi                 | Italia              | 1:52.02     |             |
| 8    | 3        | 4      | John Jake Tapp                   | Canada              | 1:52.15     |             |
| 9    | 6        | 6      | Omar Pinzón                      | Colombia            | 1:52.34     |             |
| 10   | 7        | 4      | Arkady Vyatchanin                | Russia              | 1:52.62     |             |
| 11   | 5        | 5      | Benjamin Stasiulis               | Francia             | 1:52.77     |             |
| 12   | 5        | 2      | Nicolaas Driebergen              | Paesi Bassi         | 1:53.65     |             |
| 13   | 7        | 6      | Derya Büyükunçu                  | Turchia             | 1:54.07     |             |
| 14   | 1        | 4      | Guy Marcos Barnea                | Israele             | 1:54.23     |             |
| 15   | 1        | 3      | Fenglin Zhang                    | Cina                | 1:54.65     |             |
| 16   | 5        | 7      | Charles Francis                  | Canada              | 1:54.82     |             |
| 17   | 7        | 7      | Kristian Kron                    | Svezia              | 1:55.67     |             |
| 18   | 7        | 2      | Fabio Santi                      | Brasile             | 1:56.24     |             |
| 19   | 7        | 1      | Andres Olvik                     | Estonia             | 1:56.36     |             |
| 20   | 7        | 8      | Mattias Carlsson                 | Svezia              | 1:56.77     |             |
| 21   | 6        | 1      | Jonatan Koplev                   | Israele             | 1:57.05     |             |
| 22   | 4        | 8      | Sergey Pankov                    | Uzbekistan          | 1:58.28     |             |
| 23   | 5        | 1      | Lavrans Solli                    | Norvegia            | 1:59.00     |             |
| 24   | 5        | 8      | Jean-François Schneiders         | Lussemburgo         | 1:59.12     |             |
| 25   | 4        | 4      | Federico Grabich                 | Argentina           | 1:59.42     |             |
| 26   | 3        | 5      | Mohamed Hussein                  | Egitto              | 1:59.57     |             |
| 27   | 1        | 5      | Andrejs Duda                     | Lettonia            | 1:59.65     |             |
| 28   | 6        | 8      | Juan David Molina                | Colombia            | 1:59.97     |             |
| 29   | 4        | 6      | Shih-Chieh Lin                   | Taipei cinese       | 2:00.08     |             |
| 30   | 4        | 7      | Abdullah Altuwaini               | Kuwait              | 2:00.92     |             |
| 31   | 4        | 5      | Charles Daniel Hockin Brusquetti | Paraguay            | 2:01.66     |             |
| 32   | 3        | 7      | Rehan Jehangir Poncha            | India               | 2:02.52     |             |
| 33   | 3        | 3      | Alex Hernandez Medina            | Cuba                | 2:02.95     |             |
| 34   | 4        | 2      | Kevin Kam Yin Chu                | Hong Kong           | 2:04.19     |             |
| 35   | 3        | 2      | Jean Luis Apolinar Gomez Nuñez   | Rep. Dominicana     | 2:04.26     |             |
| 36   | 4        | 3      | Oleg Rabota                      | Kazakistan          | 2:04.89     |             |
| 37   | 2        | 3      | Alar Lodi                        | Estonia             | 2:04.99     |             |
| 38   | 6        | 7      | Feiyi Cheng                      | Cina                | 2:06.25     |             |
| 39   | 3        | 8      | Shuaib Althuwaini                | Kuwait              | 2:06.30     |             |
| 40   | 2        | 4      | Nicholas James                   | Zimbabwe            | 2:06.61     |             |
| 41   | 3        | 1      | Boris Kirillov                   | Azerbaigian         | 2:07.01     |             |
| 42   | 2        | 5      | Morad Berrada                    | Marocco             | 2:07.18     |             |
| 43   | 2        | 6      | Mark Sammut                      | Malta               | 2:07.60     |             |
| 44   | 3        | 6      | Pok Man Ngou                     | Macao               | 2:08.65     |             |
| 45   | 2        | 2      | Al Ghaferi Mohammed              | Emirati Arabi Uniti | 2:08.92     |             |
| 46   | 2        | 7      | Edward Caruana Dingli            | Malta               | 2:11.11     |             |
|      | 2        | 1      | Hamdan Iqbal Bayusuf             | Kenya               | Non partito | Non partito |
|      | 2        | 8      | Daniel Arnamnart                 | Australia           | Non partito | Non partito |
|      | 4        | 1      | Khachik Plavchyan                | Armenia             | Non partito | Non partito |
|      | 5        | 6      | Camille Lacourt                  | Francia             | Non partito | Non partito |
|      | 6        | 2      | Kvetoslav Svoboda                | Rep. Ceca           | Non partito | Non partito |

## Finale
| Pos. | Corsia | Atleta                  | Nazionalità | Tempo        | Note                  |
| ---- | ------ | ----------------------- | ----------- | ------------ | --------------------- |
|      | 4      | Ryan Lochte             | Stati Uniti | 1:46.68      | Record dei campionati |
|      | 5      | Tyler Clary             | Stati Uniti | 1:49.09      |                       |
|      | 6      | Markus Rogan            | Austria     | 1:49.96      |                       |
| 4    | 3      | Aschwin Wildeboer Faber | Spagna      | 1:50.01      |                       |
| 5    | 2      | Ryōsuke Irie            | Giappone    | 1:50.18      |                       |
| 6    | 7      | Radosław Kawęcki        | Polonia     | 1:50.90      |                       |
| 7    | 8      | John Jake Tapp          | Canada      | 1:52.56      |                       |
|      | 1      | Damiano Lestingi        | Italia      | Squalificato | Squalificato          |